# Vandalia (Montana)
Vandalia é uma cidade fantasma no Condado de Valley, Montana, Estados Unidos.  Foi fundada em 1904, com um posto de correios e um mercado ao longo Hi-Line da Great Northern Railway. A principal indústria da cidade era a construção de tijolos que eram usados nos edifícios públicos de Montana.